# Conophyma reinigi
Conophyma reinigi är en insektsart som först beskrevs av Willy Adolf Theodor Ramme 1930.  Conophyma reinigi ingår i släktet Conophyma och familjen Dericorythidae. Inga underarter finns listade i Catalogue of Life.